# Morti nel 2004/Marzo
| Questa pagina contiene informazioni ricavate automaticamente dalle voci biografiche con l'ausilio del template Bio e di un bot. L'aggiornamento è periodico e automatico e ricostruisce completamente la pagina. Se manca una persona in questa lista, sei pregato di non aggiungerla, ma accertati piuttosto che la sua voce biografica contenga il template Bio e che i dati anagrafici siano correttamente compilati. Se il template Bio manca, inseriscilo tu stesso o, in alternativa, metti l'avviso {{tmp\|Bio}} che ne segnala la mancanza. Se i dati riportati sono sbagliati, correggi direttamente la voce biografica; le modifiche saranno visibili in questa lista entro pochi giorni. Per chiarimenti vedi il progetto biografie. La lista contiene solo le 131 persone che sono citate nell'enciclopedia e per le quali è stato implementato correttamente il template Bio. Pagina aggiornata al 26 lug 2025. |

- 1º marzo - Svante Törnval, pallanuotista cileno (n. 1916)
- 1º marzo - Augusto da Costa, calciatore brasiliano (n. 1920)
- 1º marzo - Massimo de Bernart, direttore d'orchestra italiano (n. 1950)
- 2 marzo - Mercedes McCambridge, attrice statunitense (n. 1916)
- 2 marzo - Giuseppe Vaccaro, matematico italiano (n. 1917)
- 3 marzo - Cecily Adams, attrice televisiva statunitense (n. 1958)
- 3 marzo - Edi Consolo, alpinista, sciatore e pittore italiano (n. 1908)
- 3 marzo - Arthur Kempel, compositore statunitense (n. 1945)
- 3 marzo - Giangabriele Menichini, militare italiano (n. 1964)
- 3 marzo - Enrico Opocher, filosofo e giurista italiano (n. 1914)
- 3 marzo - Pedro Pietri, poeta portoricano (n. 1944)
- 4 marzo - Enrico Rodolfo Galbiati, presbitero, filologo e bibliotecario italiano (n. 1914)
- 4 marzo - Walter Gómez, calciatore uruguaiano (n. 1927)
- 4 marzo - Fernando Lázaro Carreter, filologo spagnolo (n. 1923)
- 4 marzo - John McGeoch, chitarrista britannico (n. 1955)
- 4 marzo - Claude Nougaro, cantante francese (n. 1929)
- 4 marzo - George Pake, fisico statunitense (n. 1924)
- 4 marzo - Artemio Prati, vescovo cattolico italiano (n. 1907)
- 5 marzo - Carlos Julio Arosemena Monroy, politico ecuadoriano (n. 1919)
- 5 marzo - Nicholas Carmen Dattilo, vescovo cattolico statunitense (n. 1932)
- 5 marzo - Walt Gorney, attore austriaco (n. 1912)
- 5 marzo - Janice Knowlton, cantante, ballerina e scrittrice statunitense (n. 1937)
- 5 marzo - Roberto Lerici, allenatore di calcio e calciatore italiano (n. 1924)
- 5 marzo - Maurizio Menegon, politico italiano (n. 1945)
- 5 marzo - Joan Riudavets Moll, supercentenario spagnolo (n. 1889)
- 5 marzo - Masanori Tokita, calciatore giapponese (n. 1925)
- 6 marzo - Aldo Bassi, politico italiano (n. 1920)
- 6 marzo - Nicola Chiricallo, calciatore e allenatore di calcio italiano (n. 1933)
- 6 marzo - Frances Dee, attrice statunitense (n. 1909)
- 6 marzo - Hercules, wrestler statunitense (n. 1956)
- 7 marzo - Bengt Fahlkvist, lottatore svedese (n. 1922)
- 7 marzo - Jack Holden, maratoneta britannico (n. 1907)
- 7 marzo - Manfred M. Junius, musicista e compositore tedesco (n. 1929)
- 7 marzo - Michael Stringer, scenografo, pittore e illustratore britannico (n. 1924)
- 7 marzo - George Thompson, calciatore inglese (n. 1926)
- 7 marzo - Paul Winfield, attore statunitense (n. 1939)
- 8 marzo - Gaetano Compagnino, critico letterario italiano (n. 1939)
- 8 marzo - Keith Hopkins, storico e sociologo britannico (n. 1934)
- 8 marzo - Alfons Lütke-Westhues, cavaliere tedesco (n. 1930)
- 8 marzo - Robert Pastorelli, attore statunitense (n. 1954)
- 8 marzo - Ehrenfried Patzel, calciatore cecoslovacco (n. 1914)
- 8 marzo - Stefano Riccio, politico italiano (n. 1907)
- 8 marzo - Mario Uggeri, fumettista, pittore e illustratore italiano (n. 1924)
- 8 marzo - Muhammad Zaydan, politico e terrorista palestinese (n. 1948)
- 9 marzo - Angiolo Gracci, partigiano, politico e avvocato italiano (n. 1920)
- 9 marzo - Albert Mol, attore, ballerino e scrittore olandese (n. 1917)
- 9 marzo - Don Smith, cestista statunitense (n. 1951)
- 10 marzo - Wilhelm von Homburg, attore, pugile e wrestler tedesco (n. 1940)
- 10 marzo - Hansjörg Schlager, sciatore alpino tedesco (n. 1948)
- 11 marzo - Philip Arthur Fisher, imprenditore e scrittore statunitense (n. 1907)
- 11 marzo - Seymour Geisser, statistico statunitense (n. 1929)
- 12 marzo - Finn Carling, scrittore norvegese (n. 1925)
- 12 marzo - Yvonne Cernota, bobbista tedesca (n. 1979)
- 12 marzo - Cid Corman, poeta, traduttore e editore statunitense (n. 1924)
- 12 marzo - Karel Kachyňa, regista e sceneggiatore ceco (n. 1924)
- 12 marzo - Olavo, calciatore brasiliano (n. 1927)
- 12 marzo - Milton Resnick, pittore ucraino (n. 1917)
- 12 marzo - Sylvi Saimo, canoista finlandese (n. 1914)
- 13 marzo - Guttorm Berge, sciatore alpino norvegese (n. 1929)
- 13 marzo - Harold Goldsmith, schermidore statunitense (n. 1930)
- 13 marzo - Giovanni Gramondo, politico italiano (n. 1931)
- 13 marzo - Franz König, cardinale e arcivescovo cattolico austriaco (n. 1905)
- 13 marzo - Thomas Adeoye Lambo, psichiatra nigeriano (n. 1923)
- 13 marzo - Blessing Makunike, calciatore zimbabwese (n. 1977)
- 14 marzo - René Laloux, regista, animatore e sceneggiatore francese (n. 1929)
- 15 marzo - Kriss Donald, scozzese (n. 1988)
- 15 marzo - Václav Kozák, canottiere cecoslovacco (n. 1937)
- 15 marzo - Philippe Lemaire, attore francese (n. 1927)
- 15 marzo - John Pople, matematico e chimico britannico (n. 1925)
- 16 marzo - Rafael Bellido Caro, vescovo cattolico spagnolo (n. 1924)
- 16 marzo - Pasquale Frasconi, supercentenario italiano (n. 1893)
- 16 marzo - Shamseddin Seyed-Abbassi, lottatore iraniano (n. 1943)
- 16 marzo - Maria Simma, mistica austriaca (n. 1915)
- 16 marzo - Crato di Hohenlohe-Langenburg, nobile tedesco (n. 1935)
- 17 marzo - Monique Laederach, scrittrice svizzera (n. 1938)
- 17 marzo - Alfredo Massazza, arciere italiano (n. 1923)
- 18 marzo - Mario Arcelli, economista, saggista e politico italiano (n. 1935)
- 18 marzo - Dino Boscarato, imprenditore italiano (n. 1928)
- 18 marzo - Vytas Brenner, musicista, compositore e chitarrista venezuelano (n. 1946)
- 18 marzo - Philippe Coumel, medico francese (n. 1935)
- 19 marzo - Bert Barlow, calciatore inglese (n. 1916)
- 19 marzo - Claudio Dematté, economista e dirigente d'azienda italiano (n. 1942)
- 19 marzo - John Dennis, attore statunitense (n. 1925)
- 19 marzo - Ingemar Haraldsson, calciatore svedese (n. 1928)
- 20 marzo - Chosuke Ikariya, comico, attore e cantante giapponese (n. 1931)
- 20 marzo - Vincenzo Maria Morici, ingegnere italiano (n. 1917)
- 21 marzo - Matthew Gribble, nuotatore statunitense (n. 1962)
- 21 marzo - Ludmilla Tchérina, ballerina, attrice e scrittrice francese (n. 1924)
- 22 marzo - Janet Akyüz Mattei, astronoma turca (n. 1943)
- 22 marzo - Germán Gómez, calciatore e allenatore di calcio spagnolo (n. 1914)
- 22 marzo - Ahmed Yassin, politico e religioso palestinese (n. 1936)
- 22 marzo - René Rizqallah Khawam, letterato e traduttore siriano (n. 1917)
- 22 marzo - Fausto Maria Liberatore, pittore e politico italiano (n. 1922)
- 22 marzo - Carlo Muscetta, critico letterario, poeta e antifascista italiano (n. 1912)
- 23 marzo - Otto Kumm, generale tedesco (n. 1909)
- 23 marzo - Pedro Sará, calciatore argentino (n. 1924)
- 24 marzo - Hartney J. Arthur, attore e regista australiano (n. 1917)
- 24 marzo - Franco Bortolani, politico italiano (n. 1921)
- 24 marzo - Alessandra Galante Garrone, attrice teatrale e danzatrice italiana (n. 1945)
- 24 marzo - Augustin Jordan, militare e ambasciatore francese (n. 1910)
- 24 marzo - Bernhard Termath, calciatore e allenatore di calcio tedesco (n. 1928)
- 24 marzo - Teodor Jur'evič Vul'fovič, regista sovietico (n. 1923)
- 25 marzo - Renato Bonelli, storico dell'architettura e architetto italiano (n. 1911)
- 25 marzo - Giuseppe Breveglieri, giornalista italiano (n. 1935)
- 26 marzo - Takeshi Kamo, calciatore giapponese (n. 1915)
- 26 marzo - Stelvio Massi, regista, direttore della fotografia e sceneggiatore italiano (n. 1929)
- 26 marzo - Sekiji Sasano, calciatore giapponese (n. 1914)
- 26 marzo - Jan Sterling, attrice statunitense (n. 1921)
- 27 marzo - Christopher Longuet-Higgins, chimico britannico (n. 1923)
- 27 marzo - Hans Sommer, ciclista su strada svizzero (n. 1920)
- 28 marzo - Lise de Baissac, agente segreta mauriziana (n. 1905)
- 28 marzo - Albert Brülls, calciatore e allenatore di calcio tedesco (n. 1937)
- 28 marzo - Kent Christiansen, calciatore norvegese (n. 1964)
- 28 marzo - Fabio Frugali, calciatore italiano (n. 1926)
- 28 marzo - Robert Merle, scrittore francese (n. 1908)
- 28 marzo - Ljubiša Spajić, calciatore e allenatore di calcio jugoslavo (n. 1926)
- 28 marzo - Peter Ustinov, attore, sceneggiatore e regista britannico (n. 1921)
- 29 marzo - Simone Renant, attrice francese (n. 1911)
- 29 marzo - Rudi Thomsen, storico e numismatico danese (n. 1918)
- 30 marzo - Salvatore Burruni, pugile italiano (n. 1933)
- 30 marzo - Erick Friedman, violinista statunitense (n. 1939)
- 30 marzo - Luciano Fulvi, religioso, presbitero e missionario italiano (n. 1928)
- 30 marzo - Fausta Giani Cecchini, politica italiana (n. 1922)
- 30 marzo - Willy Tröger, calciatore tedesco orientale (n. 1928)
- 30 marzo - Timi Yuro, cantante statunitense (n. 1940)
- 31 marzo - Luigi Agustoni, presbitero e musicologo svizzero (n. 1917)
- 31 marzo - Chico Feitosa, cantante, compositore e chitarrista brasiliano (n. 1935)
- 31 marzo - René Gruau, illustratore italiano (n. 1909)
- 31 marzo - Pete Pasko, cestista e allenatore di pallacanestro statunitense (n. 1919)
- 31 marzo - Vincenzo Savio, vescovo cattolico italiano (n. 1944)
- 31 marzo - Haim Zafrani, storico marocchino (n. 1922)